# 315 a.C.
Il 315 a.C. (CCCXV a.C. in numeri romani) è un anno  del IV secolo a.C.

## Eventi
- Viene fondata la città portuale macedone di Salonicco; il suo nome è scelto in onore di Tessalonica, figlia di Filippo II di Macedonia e sorella del re Filippo III di Macedonia.
- Agatocle, il tiranno di Siracusa, cinge d'assedio la città di Messina.
- La città greca di Tebe ricostruita da Cassandro.
- Roma
  - Consoli Lucio Papirio Cursore IV e Quinto Publilio Filone IV
  - Dittatore Quinto Fabio Massimo Rulliano
  - Vittoria nella battaglia di Lautulae contro i Sanniti

## Nati
- Arcesilao, filosofo greco antico
- Teocrito, poeta siceliota

## Morti
- Aristonoo, militare macedone antico
- Quinto Aulio Cerretano, politico romano